# Отдых (платформа)
О́тдых — пассажирский остановочный пункт Рязанского направления Московской железной дороги. Расположен на границе города Жуковский и посёлка Кратово Раменского района Московской области.

## История
Открыт в 1932 году, вблизи дома отдыха для железнодорожников и развивающегося дачного посёлка. В 1935 году рядом построена тяговая подстанция. Позже стал основным посадочным пунктом для жителей центральной части Жуковского.
Летом 2016 года была сооружена вторая платформа между 3 и 4 главными путями для обслуживания ускоренных электропоездов «Спутник». Поводом для строительства послужило открытие аэропорта Жуковский, до этого в течение 11 лет они проследовали Отдых без остановки.
16 мая 2018 года глава Жуковского А. П. Войтюк на своей странице в Facebook провел опрос о переименовании станции в «Жуковский». Жители города отрицательно (69 процентов «против» 31) восприняли это предложение.

## Движение
На станции останавливаются все пригородные электропоезда, в том числе ускоренные. С 12 сентября 2016 года по 3-4 путям останавливаются электропоезда «Спутник» Москва — Раменское и Москва — Голутвин. С декабря 2019 года добавлена остановка для скоростных пригородных поездов Москва — Рязань.

## Описание
Состоит из двух островных платформ. Выход на обе стороны — через подземный переход. Оборудована турникетами. Рядом с остановочным пунктом расположена конечная станция «Юность» Кратовской детской железной дороги, остановки автобусных маршрутов города Жуковского и Раменского района, а также шаттла в аэропорт Жуковский.
- Платформа в ноябре 2004 года, перед заменой павильонов
- Строительство второй платформы в июле 2016 года